# Ribino
Ribino (bułg. Рибино) – wieś w Bułgarii, w obwodzie Kyrdżali, w gminie Krumowgrad. W 2024 roku liczyła 92 mieszkańców.